# Bronisław Lesiuk-Szczapa
Bronisław Lesiuk-Szczapa (ur. 1902 we Lwowie, zm. 15 stycznia 1982 w Lille) – polski podporucznik tytularny, działacz społeczny i kombatancki we Francji zarówno przed jak i po II wojnie światowej.

## Życiorys
Urodził się w 1902 we Lwowie. Zamieszkiwał przy ulicy Jasnej (późniejsza ulica Marii Konopnickiej). Uczył się w szkole im. Cesarzowej Zyty przy ulicy Zielonej (późniejsza szkoła im. M. Konopnickiej). Wówczas należał do drużyny strzeleckiej i drużyny harcerskiej.
U kresu I wojny światowej w listopadzie 1918 uczestniczył w obronie Lwowa podczas wojny polsko-ukraińskiej. Walczył w wojnie polsko-bolszewickiej w 1920, biorąc udział w zdobyciu Kijowa, w walkach o Lwów oraz w Bitwie Warszawskiej.
Poszukując pracy w 1924 wyemigrował do Francji. Pracował w Varangéville, gdzie został założycielem i prezesem Towarzystwa im. Józefa Piłsudskiego. Przyczynił się do zorganizowania i ożywienia działalności Polonii w całym departamencie. W 10. rocznic odzyskania przez Polskę niepodległości był organizatorem Wielkiego Marszu Strzeleckiego Wschodniej Francji w 1928, wzorowanego na marszu Zadwórzańskim we Lwowie. Przed 1939 ożenił się z Francuzką i osiadł w Lille.
Po wybuchu II wojny światowej w 1939 jako ochotnik wstąpił do formowanego Wojska Polskiego we Francji. W szeregach armii skorzystano z jego znajomości języka francuskiego. Później służył w Polskich Siłach Zbrojnych w Wielkiej Brytanii. Był przydzielony m.in. do 14 Pułku Ułanów Jazłowieckich na obszarze Szkocji.
Po wojnie pozostał na emigracji we Francji. Był delegatem na Francję Koła 14 Pułku Ułanów Jazłowieckich, został przewodniczącym tego grona. Należał do oddziału londyńskiego Koła Lwowian w mieście Lille we Francji i był przedstawicielem tej organizacji na północną Francję. Działał we władzach Stowarzyszenia Polskich Kombatantów w Lille. Funkcjonował jako przedstawiciel Skarbu Narodowego. Był członkiem organizacji religijnych i niepodległościowych. Publikował w prawie francuskiej oraz w polonijnych czasopismach „Narodowiec”, „Głos Katolicki” oraz wydawanym w kanadyjskim Winnipeg „Czasie” (Winnipeg), a także udzielał się Polskiej Sekcji Radia Francuskiego w Paryżu, każdorazowo przekazując informacje dotyczące Lwowa.
W 1968 został awansowany przez prezydenta RP na uchodźstwie na stopień podporucznika tytularnego.
Miał starszego brata, także obrońcę Lwowa z 1918, po wojnie zamieszkującego we Wrocławiu (zm. 1979) oraz starszą siostrę (po mężu Erd, zamężna z podoficerem 6 pułku lotniczego, zamieszkująca we Wrocławiu). Był żonaty z Francuzką, Alexią Belobes Lesiuk (zm. 1978). Miał syna, majora armii francuskiej.
Zmarł 15 stycznia 1982 w Lille.

## Odznaczenia
- Krzyż Kawalerski Orderu Odrodzenia Polski (11 listopada 1974)[12]
- Złoty Krzyż Zasługi – dwukrotnie (po raz drugi w 1978)[13]
- Krzyż Obrony Lwowa[1]
- Odznaka pamiątkowa „Orlęta”[1]
- Złota odznaka honorowa Koła Lwowian w Londynie[1]
- Krzyż Lotaryński Komitetu Łączności Francuzów w Wielkiej Brytanii (1974)[5]
- Złoty medal przyznany przez organizację „Encouragement du Dévouement” (1977)[14]
- odznaczenia polskie, angielskie, francuskie[1]